# Mathematical Reviews
Mathematical Reviews (în română Recenzii Matematice) este o revistă publicată de American Mathematical Society (AMS) care conține mici rezumate, și în unele cazuri evaluări, ale multor articole din matematică, statistică și informatică teoretică. AMS publică, de asemenea, o bază de date bibliografică online numită MathSciNet care conține o versiune electronică a Mathematical Reviews și conține, de asemenea, informații de citare pentru peste 3,5 milioane de articole, începând cu 2018.